# The Crew (film, 2000)
Pour les articles homonymes, voir The Crew.
Pour plus de détails, voir Fiche technique et Distribution.
The Crew est un film américain réalisé par Michael Dinner sorti en 2000.

## Synopsis
Des criminels en maison de retraire préparent un dernier coup.

## Fiche technique
- Titre : The Crew
- Réalisation : Michael Dinner
- Scénario : Barry Fanaro
- Musique : Steve Bartek
- Photographie : Juan Ruiz Anchía
- Montage : Nicholas C. Smith
- Production : Barry Josephson et Barry Sonnenfeld
- Société de production : Touchstone Pictures, George Litto Productions et Sonnenfeld Josephson Worldwide Entertainment
- Pays d'origine :  États-Unis
- Langue originale : anglais
- Genre : Comédie noire et film de gangsters
- Durée : 88 minutes
- Date de sortie[1],[2] : 
  - États-Unis : 25 août 2000
  - France : 3 juillet 2001 (sorti directement en DVD)

## Distribution
- Richard Dreyfuss (VF : Michel Papineschi) : Bobby Bartellemeo / le narrateur
- Burt Reynolds : Joey « Bats » Pistella
- Dan Hedaya : Mike « The Brick » Donatelli
- Seymour Cassel : Tony « Mouth » Donato
- Carrie-Anne Moss (VF : Danièle Douet) : Détective Olivia Neal
- Jennifer Tilly : Ferris « Maureen » Lowenstein
- Lainie Kazan : Pepper Lowenstein
- Miguel Sandoval (VF : Marc Alfos) : Raul Ventana
- Jeremy Piven : Détective Steve Menteer
- Casey Siemaszko : Bobby Bartellemeo jeune
- Matthew Borlenghi : Joey « Bats » Pistella jeune
- Billy Jayne : Tony « Mouth » Donato jeune
- Jeremy Ratchford : Mike « The Brick » Donatelli jeune
- Mike Moroff : Jorge
- José Zúñiga : Escobar
- Frank Vincent : Marty
- Louis Lombardi : Jimmy Whistles
- Louis Guss : Jerry « The Hammer » Fungo
- Marc Macaulay (en) : le chauffeur
- Cullen Douglas (en) : le jeune homme

 Source et légende : version française (VF) sur RS Doublage